# Makassars

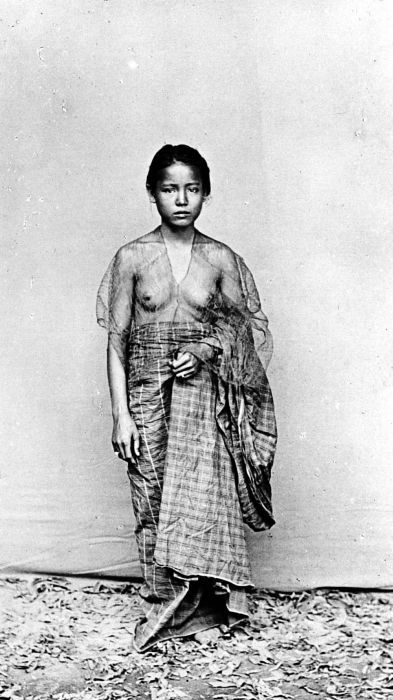
Dona makassar

Els makassars són un poble que habiten a l'illa indonèsia de Sulawesi. Aquesta illa té quatre grans penínsules i els makassar ocupen la part sud de la Península Sud. Viuen al voltant de Makassar, la capital de la província de Sulawesi meridional. També a les terres altes de Konjo i a les àrees costaneres de les illes Selayar i Spermonde. Parlen la llengua makassar. També se'ls coneix com a makassarese, macassar, mangasara, mengkasara, taena, tena o goa.
En origen estaven dividits en tres grups socials: ana karaeng, o família reial; to deceng, homes lliures; i ata o esclaus (captius o gent que havia perdut la llibertat al no poder pagar les seves deutes). L'esclavatge fou abolit a l'inici del segle xx. En la seva tradició la violació de les regles socials (adat) comporten un sentiment poderós de vergonya i humiliació anomenat siri.

## Religió
Els makassars són, pràcticament en la seva totalitat, musulmans. Algunes creences tradicionals, però, encara tenen influència, especialment a les àrees més allunyades.

## Estil de vida
La principal font d'ingressos dels makassar prové del cultiu d'arròs, però també són coneguts arreu d'Indonèsia per les seves habilitats comercials i en l'art de la pesca.
La divisió del treball és estricta degut a la rígida separació de sexes, com a totes les comunitats musulmanes. Els homes s'encarreguen de les activitats que es fan fora de casa, com la pesca o l'agricultura. Les dones, al seu torn, s'encarreguen de les tasques habituals dins de casa. L'home és el cap familiar i, en públic, la dona i els fills li han de mostrar respecte. Normalment, les decisions que afecten la família les pren el marit. A les àrees rurals els matrimonis concertats encara són una pràctica estesa.
La poligàmia està acceptada però com que cal mantenir una casa independent per a cada muller, només la practiquen els que tenen una situació econòmica privilegiada.
Siri -això és, respecte i honor- és el codi social amb el qual viuen els makassar. Qui sigui que ofengui el siri d'una altra persona s'arrisca a ser matat i en aquests casos, les autoritats acostumen a refusar d'intervenir-hi. No obstant això, en general els makassar col·laboren sovint entre veïns en tasques com la construcció de cases o els treballs als cultius d'arròs.

## Contactes amb Austràlia
Els makassar també es dediquen a la recol·lecció d'una espècie marina conegut com a cogombre de mar o "trepang". Es tracta d'un invertebrat molt valorat pel seu valor medicinal i culinari als mercats xinesos. Els recol·lectors es coneixen amb l'anglicisme trepangers. Durant els segles xviii i xix, trepangers vinguts de la costa més occidental de Sulawesi van arribar a les costes australianes. Actualment, el terme makassan s'usa en general aplicat a tots els trepangers que arriben a Austràlia, encara que vinguin d'altres illes d'Indonèsia, com poden ser Timor, Rote i Aru.